# Kan Kikuchi
Kan Kikuchi (菊池 完 Kikuchi Kan?), född 3 maj 1977 i Tokyo prefektur, är en japansk före detta fotbollsspelare.
Kikuchi började sin karriär 2000 i Ome FC. Efter Ome FC spelade han för FC Fuente Higashikurume, FC Gifu och Bontang FC. Han avslutade karriären 2010.